# Ахтырь
Ахты́рь — река в Абинском районе Краснодарского края России. Река берёт начало на северо-западных склонах вершины Бондарева. В среднем течении реки расположен посёлок Ахтырский. Впадает в реку Мокрый Хабль юго-восточнее хутора Хабль. Длина 32 км, площадь водосборного бассейна — 175 км².

## Флора и фауна
В верховьях реки преобладает дуб скальный, липа кавказская, граб восточный. В среднем течении преобладает ольха бородатая. В нижнем течении ива, осина и другие низкорослые деревья и кустарники. В водах реки обитают голавль, пескарь, карась изредка форель. В низовьях реки в пойменных лесах встречаются уж и дикий кабан.

## Этимология
Гидроним Ахтырь приводят к тюркскому актура — «белая крепость», где ак — «белый», тура — «крепость». Ранее речку называли Куматырь, где кум — «песок», адыр — «предгорье» или «холмистая местность»; в этом случае название гидронима будет выглядеть, как «песок предгорья» (тюрк.)